# Felinia turbata
Felinia turbata là một loài bướm đêm trong họ Erebidae.